# 光宣
光宣（こうせん、1973年11月16日 - ）は、日本の俳優＆プロデューサー。所属事務所はセンシティブ・プロデュース。

## 出演

### テレビドラマ
- 仮面ライダー龍騎 第11話 （2002年4月14日、テレビ朝日）
- 女と愛とミステリー 犯罪交渉人ゆり子2 （2002年3月31日、BSジャパン）
- 女と愛とミステリー ヤメ検弁護士・英剛直 佐渡が島殺人航路（2002年7月28日、テレビ東京）
- 恋愛偏差値 第1章「燃えつきるまで」（2004年7月、フジテレビ）
- 刑事☆イチロー 第1話 （2003年1月15日、TBS）
- ホットマン 第2話 （2003年4月17日、TBS）
- クニミツの政 第9話 （2003年8月26日、フジテレビ）
- 特命係長 只野仁 1stシーズン 第1話 （2003年7月4日、テレビ朝日）
- ドールハウス 第10話 （2003年3月18日、TBS）
- 19borders Season1 第9・11話 （2004年11月28日・12月12日、BS日テレ）
- 一番大切な人は誰ですか? 第10話 （2004年12月15日、日本テレビ）
- ヤンエグ! 第4話 （2005年2月3日、テレビ朝日）
- 月曜ミステリー劇場 カードGメン・小早川茜8　同姓同名の女たち （2005年4月11日、TBS）
- 瑠璃の島 第3話 （2005年4月30日、日本テレビ）
- ビー・バップ・ハイスクール （2005年8月17日、TBS）
- 相棒 Season 4 第18話 （2006年2月22日、テレビ朝日） - 浅田裕久 役
- アンフェア 第11話 （2006年3月21日、フジテレビ）
- PS -羅生門- 第6話 （2006年8月9日、テレビ朝日）
- 家族〜妻の不在・夫の存在〜 第3話 （2006年11月3日、テレビ朝日）
- 特命係長 只野仁 3rdシーズン 第22話 （2007年1月12日、テレビ朝日）
- 喰いタン2 第7話 （2007年5月26日、日本テレビ）
- 探偵学園Q 第3話 （2007年7月17日、日本テレビ）
- 薔薇のない花屋 第4話 （2008年2月4日、フジテレビ）
- インディゴの夜（2010年2月、東海テレビ/フジテレビ） - 佐々木 役
- 相棒 season 9  第7話（2010年12月8日、テレビ朝日）
- デカワンコ 第1話（2011年1月15日、日本テレビ）
- 警視庁再犯防止課 真崎英嗣（2011年8月1日、TBS）
- 明日の光をつかめ2 第28話（2011年8月10日、東海テレビ／フジテレビ） - チンピラ役
- 三毛猫ホームズの推理 第10・最終話（2012年6月16日・23日、日本テレビ） - 神戸哲役
- 金曜プレステージ 外科医 鳩村周五郎10　この中に悪魔がいる（2012年8月17日、フジテレビ） - 滝河役
- ハンチョウ〜警視庁安積班〜 シリーズ6 第3話（2013年1月28日、TBS） - 湯川洋平役
- リバースエッジ 大川端探偵社 第8話（2014年6月7日、テレビ東京） - 高木役
- ビンタ!〜弁護士事務員ミノワが愛で解決します〜 第3話（2014年10月16日、読売テレビ／日本テレビ） - 竜平役
- マジすか学園5（2015年、日本テレビ *3話以降Hulu） - 武本旭 役
- 連続テレビ小説「とと姉ちゃん」 第68、69話（2016年、NHK総合）
- シグナル 長期未解決事件捜査班（2018年4月10日 - 6月12日、関西テレビ／フジテレビ） - 安藤隆太 役
  - シグナル 長期未解決事件捜査班 スペシャル（2021年3月30日）
- ハケン占い師アタル 最終話（2019年3月14日、テレビ朝日） - 代々木の友人 役
- 竜の道 二つの顔の復讐者 第2話（2020年7月28日 - 、関西テレビ／フジテレビ）

### 映画
- KT
- 三面夢姿画（2004年）
- るろうに剣心（2012年）
- アウトレイジ ビヨンド（2012年）
- 劇場版シグナル 長期未解決事件捜査班（2021年）
- 共振（2021年公開予定） - 津山源一郎 役[1]、プロデュース兼任

### 舞台
- 舞台「青の祓魔師 京都紅蓮篇」（2016年8月5日 - 14日、Zeepブルーシアター六本木）勝呂達磨 役
- 舞台「ジョーカー・ゲーム」（2017年5月4日 - 7日、Zeppブルーシアター六本木）武藤大佐 役
- 舞台「DIVE!! The STAG」（2018年9月20日 - 30日、シアター1010）前原一朗 役
- 舞台「SF時代活劇『虹色とうがらし』」（2021年8月28日 - 9月5日、あうるすぽっと）貴光 役